# Club de Fútbol Intercity
El Club de Fútbol Intercity  es un club de fútbol español de la ciudad de Alicante, que tuvo sus orígenes en San Juan de Alicante y milita en la Primera Federación. La sección de baloncesto del C. F. Intercity es el Club Baloncesto Lucentum Alicante y su filial es el C. F. I. Alicante, heredero del desaparecido Alicante C. F. También tiene secciones deportivas de fútbol femenino en San Juan de Alicante, y de fútbol sala en Crevillente. El Grupo Intercity es propietario también del equipo de bádminton de la ciudad de Alicante, club que milita en la máxima división nacional de España. Es un joven club alicantino que ha logrado cuatro ascensos en seis años. Es el primer y único equipo de fútbol de España en cotizar en bolsa.

## Historia
El equipo surgió en 2017 tras la entrada de un grupo de inversores liderados por Salvador Martí,  Javier Mira y Antonio García en el Grupo Club Deportivo Sant Joan, club nacido en 1929. Martí, Mira y García determinaron dotar de nueva identidad a la entidad, dejando atrás su historia y los colores que había tenido. El club comenzó a competir en la Primera Regional de la Comunidad Valenciana. En la temporada 2017-18, el Intercity debutó finalizando en la primera posición del grupo 8, lo que le permitió ascender a Regional Preferente.
En el verano de 2018, el Intercity intentó ocupar una plaza en la Tercera División de forma administrativa, mediante la fusión con el Novelda Club de Fútbol; sin embargo, este proceso, que había sido aceptado por las autoridades de forma inicial, fue desechado por la Real Federación Española de Fútbol, al considerar que los clubes no cumplían con el requisito geográfico para la fusión. Posteriormente, en el mismo verano de 2018, el Intercity anunció sus intenciones de ser el primer club español que cotiza en bolsa.
Después de no permitirse su participación en Tercera División, el Intercity debió afrontar la temporada 2018-19 en Regional Preferente, siendo colocado en el Grupo 4. Al finalizar el ciclo futbolístico, el equipo de San Juan consiguió el campeonato de su grupo, y su posterior ascenso a Tercera de manera deportiva. Además, se hizo con una plaza para la Copa del Rey.
En el verano de 2019, el Intercity trató de participar en la Segunda División B, al tomar parte en la subasta para hacerse con la plaza vacante del C. F. Reus Deportivo, pero el equipo no consiguió superar la oferta del Fútbol Club Andorra, que finalmente se hizo con el sitio.
En la temporada 2019-20, el equipo debutó en categorías nacionales al participar en la tercera división, finalizando aquel año en 5.ª posición. En la Copa, el Intercity eliminó en ronda previa interterritorial a la U. D. Gran Tarajal de Fuerteventura. En el posterior sorteo para la primera ronda, el club fue encuadrado ante el Athletic Club de Bilbao, pero fue forzado a disputar el juego fuera de su terreno habitual, siendo el Estadio Martínez Valero de Elche, la sede del encuentro. El partido, disputado el 17 de diciembre de 2019, acabó con una derrota del Intercity por 0 a 3, lo que terminó con el camino del club en la copa.
En la temporada 2020-21 consiguió el ascenso a Segunda División RFEF tras una victoria en la final de los playoffs de ascenso ganando 1 - 0 al Elche Ilicitano Club de Fútbol con un gol de su jugador Martín Bellotti en el minuto 81, mientras que en la temporada 21-22 ascendió directamente a Primera División RFEF al empatar a 0-0 contra el C. F. La Nucía en el último partido de liga, acabando líder de su grupo.
En el 2022 sorprendió en octavos de final de la Copa del Rey al poner contra las cuerdas al F. C. Barcelona, con tres tantos marcados por Oriol Soldevila Puig (14ST, 24ST, 41ST), aunque los tantos de Ronald Araujo (4PT), Dembelé (21ST) Rafinha (32ST) y Ansu Fati en tiempo suplementario, clasificaron al club barcelonés.

## Temporada por temporada
| Temporada | Nivel | División | Puesto | Copa          |
| --------- | ----- | -------- | ------ | ------------- |
| 2017-18   | 6     | 1.ª Reg. | 1.º    |               |
| 2018-19   | 5     | Pref.    | 1.º    |               |
| 2019-20   | 4     | 3.ª      | 5.º    | 1.ª Ronda     |
| 2020-21   | 4     | 3.ª      | 3.º    |               |
| 2021-22   | 4     | 2.ª RFEF | 1.º    |               |
| 2022-23   | 3     | 1.ª Fed  | 12.°   | Dieciseisavos |
| 2023-24   | 3     | 1.ª Fed  | 15.º   |               |
| 2024-25   | 3     | 1.ª Fed  |        |               |
| 2025-26   | 3     | 1.ª Fed  |        |               |

## Palmarés

### Campeonatos nacionales
- Segunda División RFEF (1): 2021-22 (Grupo V).

### Campeonatos regionales
- Regional Preferente de la Comunidad Valenciana (1): 2018-19 (Grupo 4).[18]
- Primera Regional de la Comunidad Valenciana (1): 2017-18 (Grupo 8).[19]
- Copa RFEF (Fase Regional de la Comunidad Valenciana) (1): 2020-21.[20]
- Copa de Campeones de Preferente de la Comunidad Valenciana (1): 2018-19.[21]
- Copa San Pedro (1): 2018.[22]
- Subcampeón de la Copa San Pedro (1): 2019.[23]

### Trofeos amistosos
- Trofeo Villa de La Roda (1): 2021.[24]

### Palmarés del Club de Fútbol Intercity "B"
Campeonatos regionales
- Segunda Regional de la Comunidad Valenciana (1): 2020-21 (Grupo 14).[25]

## Rivalidades C. F. Intercity
Desde la reciente fundación del Intercity, han surgido rivalidades potentes esta última temporada 2021/22 y la actual 2022/23. El principal rival del Intercity es el Hércules C. F. por la disputa de la ciudad. También los aficionados del Real Murcia desprecian mucho al C. F. Intercity, el motivo de esto es ya que en esta temporada 2022/23 cuando cientos de murcianos fueron a Alicante recibieron mal trato por parte del C. F. Intercity.[cita requerida]